# Regina Elisabibbi
Regina Elisabibbi è il secondo EP della cantautrice italiana Dolcenera, pubblicato il 21 maggio 2018 dalla Universal Music Group.

## Descrizione
L'EP, che vede la produzione della NEXT3 Studios, si compone di sei cover e un inedito originale in versione acustica, racchiudendo la parentesi musicale della cantautrice relativamente alle riedizioni musicali di brani originariamente interpretati da rapper italiani.

La concezione dell'opera è nata casualmente durante la registrazione del settimo album in studio dell'artista, alla quale avevano collaborato giovani musicisti, il cui confronto generazionale con Dolcenera aveva alimentato la curiosità della cantante in merito al genere della trap, che si era ormai imposto in Italia con un vasto consenso popolare. Dolcenera, a proposito della genesi del minialbum, ha dichiarato di essere stata ispirata inoltre da un'esperienza turistica in America, durante la quale aveva avuto occasione di interessarsi alle produzioni musicali del rapper francese MHD:

In merito alla scelta del titolo dell'EP, l'artista ha affermato:

## Promozione
Il lancio del disco è stato anticipato dalla pubblicazione delle cover sul canale YouTube dell'artista, eseguite in una nuova chiave interpretativa piano rock, mentre il brano Mmh Ha Ha Ha di Young Signorino, risente dell'influenza del genere pop barocco, a causa della contaminazione del testo con la composizione classica Preludio e fuga in do minore di Johann Sebastian Bach.
Il primo brano è stato pubblicato il 20 gennaio 2018, ed è stato Caramelle del gruppo musicale trap Dark Polo Gang, contenuto originariamente nell'album Twins. In seguito sono stati lanciati, rispettivamente il 13 febbraio e il 13 marzo, i brani Sciroppo e Cupido, provenienti dall'album Rockstar di Sfera Ebbasta, il secondo brano citato, inciso in duetto con The André, include inoltre nel testo una ripresa del ritornello della canzone Caruso, in omaggio al cantautore Lucio Dalla. Il 25 aprile è stata la volta di Non cambierò mai, desunto dall'album 20 di Capo Plaza, a cui ha fatto seguito, il 15 maggio, Mmh Ha Ha Ha di Young Signorino.
L'album presenta, inoltre, due brani inediti: la riedizione di Cara Italia di Ghali e un'anteprima piano e voce del singolo Un altro giorno sulla Terra.

## Tracce
1. Caramelle – 2:34 – originariamente interpretata dalla Dark Polo Gang
2. Sciroppo – 4:48 – originariamente interpretata da Sfera Ebbasta e DrefGold
3. Cupido – 2:31 – originariamente interpretata da Sfera Ebbasta
4. Non cambierò mai – 3:27 – originariamente interpretata da Capo Plaza
5. Mmh Ha Ha Ha – 1:55 – originariamente interpretata da Young Signorino
6. Cara Italia – 4:00 – originariamente interpretata da Ghali
7. Un altro giorno sulla Terra – 4:41